# Promitobates hauseri
Promitobates hauseri is een hooiwagen uit de familie Gonyleptidae.